# Liste von Hammerschmieden in der Schweiz

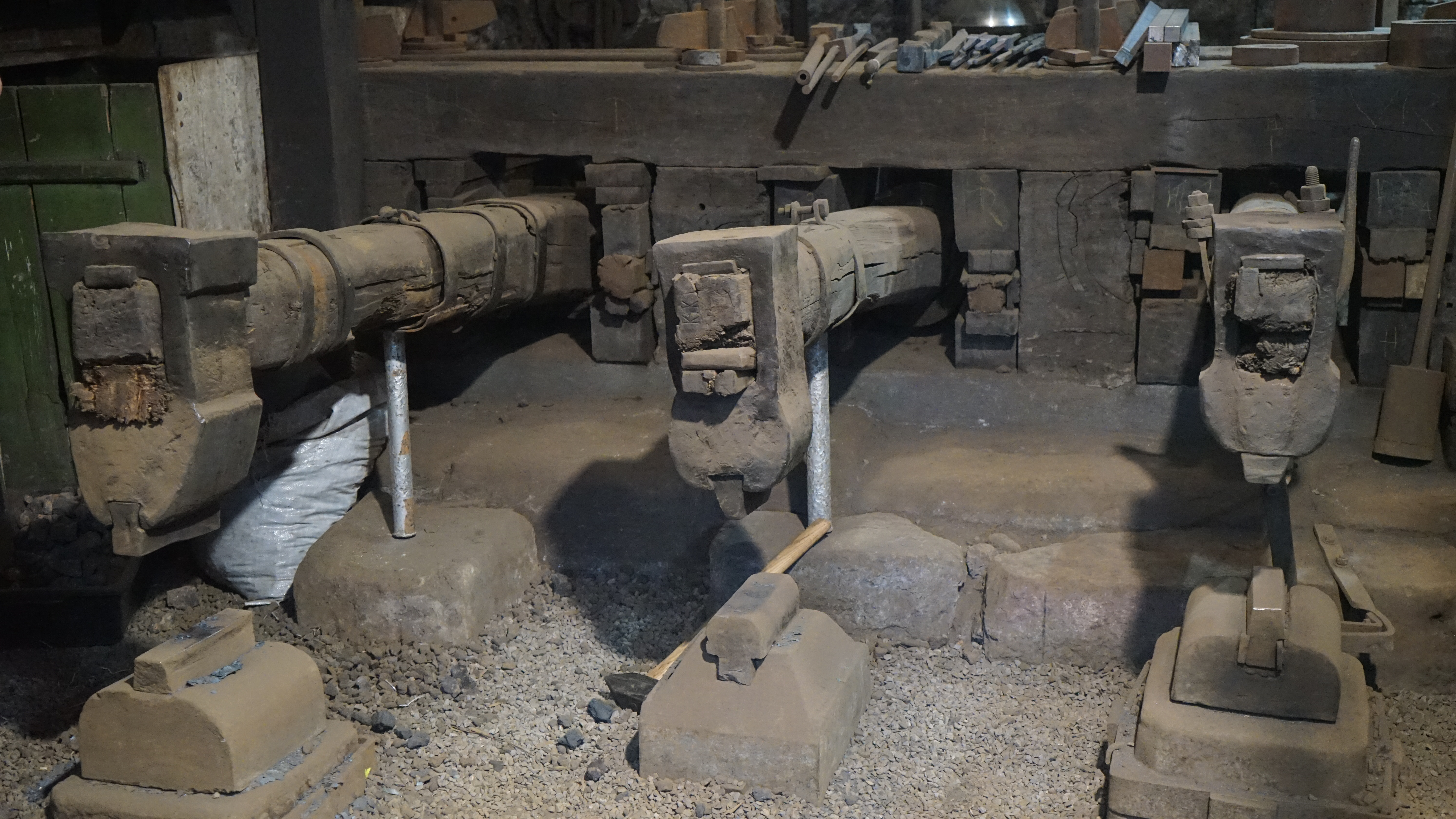
Schwanzhämmer der Hammerschmiede in Mühlehorn, 2024

In der Liste von Hammerschmieden in der Schweiz sind Schweizer Hammerschmieden aufgeführt. Grundlagen sind das Schweizerische Inventar der Kulturgüter von nationaler und regionaler Bedeutung sowie die Mühlendatenbank «milldatabase.org». Die Schmieden sind Kulturgüter und -denkmale.
Die unvollständige Liste ehemaliger Hammerschmieden führt abgegangene Bauwerke sowie Kulturgüter auf, die nach Umbauten nicht mehr als Hammerschmiede gelten.

## Geschichte
Der Schweizer Abbau von Eisenerz hatte einen «bescheidenen Umfang» und war von «Unstetigkeit» geprägt. Von lokaler Bedeutung waren das Eisen im Jura, das Bohnerz des Mittellands sowie das Sarganser Eisen vom Gonzen. Hammerschmiede hatten Feuer- sowie Wasserrechte und waren Inhaber von Ehaften, die ihnen regional ein gewisses Gewerbemonopol gewährten. Auf dem Land setzte sich vom 15. Jahrhundert an bei den metallverarbeitenden Handwerken der Kleinbetrieb mit einem Meister je Schmiede durch. Einige Hammerschmieden entwickelten sich zu Grossbetrieben die Halbware für das Handwerk produzierten. Die Ursprungsbauten der industriellen Grossbetriebe wie «Georg Fischer» oder «Von Roll» bestehen nicht mehr.
Vom 18. Jahrhundert an verdrängten Grossbetriebe die Eisen- und Kupferhämmer, der Fabrik- den Manufakturbetrieb. Die industrielle Herstellung von Werkzeugen und Gegenständen für Haushalt und Landwirtschaft griff zunehmend in die Domäne der Schmiede ein. Nur eine der bestehenden Hammerschmieden entwickelte sich zum kleinen Industriebetrieb.
Nach 1950 waren nur noch wenige Hammerschmiede tätig. Jedoch wurden an verschiedenen Orten Wasserräder restauriert und Schmieden als Museen zugänglich gemacht. Die Vereinigung Schweizer Mühlenfreunde, die sich für den Erhalt von Hammerschmieden, Getreidemühlen und historischen Wasserkraftanlagen einsetzt, wurde 2000 gegründet.

## Liste von Hammerschmieden
Die Liste ist nach Kantonen sortiert. Nach dem Kantonskürzel folgen der Ort und die Gemeinde.
C?: Der Schutzstatus von drei Schmieden ist unbekannt, Kulturgüter-Objekte der «Kategorie C» mit lokaler Bedeutung wurden mit Stand November 2024 noch nicht veröffentlicht.
| Foto |                                                                                                | Objekt | Kat. | Typ | Standort                                     | Beschreibung |
| ---- | ---------------------------------------------------------------------------------------------- | --- | ---- | --- | -------------------------------------------- | --- |
| BW   | Datei hochladen · Wikidata zu Hammerschmiede mit Weiher und Wasserzufluss (Q115943336)         | Hammerschmiede Seengen KGS-Nr.: 16892                                                                                        | A    | G   | AG, Seengen 658426 / 242248                  | 1796 am Dorfbach erbaut; mit fünf Hämmern grösstes wasserbetriebenes Hammerwerk der Schweiz, funktionstüchtig                           |
| ja   | Datei hochladen · Wikidata zu Ehemalige Hammerschmiede Ankli (Q29651930)                       | Martinet de Corcelles KGS-Nr.: 00853                                                                                         | B    | G   | BE, Corcelles 601025 / 237060                | 1791 erbaut; drei Hämmer, zwei Wasserräder, funktionsfähig; Schaubetrieb und Eisenmuseum                                                |
| ja   | Datei hochladen · Wikidata zu Wohnhaus mit Hammerschmiede (Q29675693)                          | Hammerwerke «Müller» KGS-Nr.: 00964                                                                                          | A    | G   | BE, Worblaufen, Ittigen 601958 / 202857      | 1871 weitgehend erneuert; drei Hämmer, Wasserrad und Turbine, Industriebetrieb; seit 2021 Schmiedewerkstatt                             |
| ja   | Datei hochladen · Wikidata zu Hammerschmiede (Q29479646)                                       | Hammerschmiede KGS-Nr.: 02764                                                                                                | A    | G   | GL, Mühlehorn, Glarus Nord 731527 / 219747   | 1778 errichtet; drei Hämmer und ein Wasserrad; seit 1971 Kunstschmiede                                                                  |
| ja   | Datei hochladen · Wikidata zu Historische Werkstätte Gebrüder Giger, Pflugschmiede (Q29784828) | Historische Werkstätte Gebrüder Giger, Pflugschmiede / Lavuratori istoric dals frars Giger, fravgia da criecs KGS-Nr.: 12469 | B    | G   | GR, Schnaus, Ilanz/Glion 732563 / 182322     | 1877 errichtet, ehemalige Werkstätte zur Pflugfabrikation; Museum mit funktionsfähigen Maschinen und Seiltransmission                   |
| ja   | Datei hochladen · Wikidata zu Haus Jaura (Q14757775)                                           | Hammerschmiede Valchava in der Chasa Jaura KGS-Nr.: 03376                                                                    | B    | G   | GR, Valchava, Val Müstair 827460 / 165281    | 1884 errichtet; zwei Hämmer, ein Wasserrad; zerlegt und im Talmuseum wiederaufgebaut                                                    |
| BW   | Datei hochladen                                                                                | Moulin Le Martinet KGS-Nr.: ?                                                                                                | C?   | G   | JU, Courtemautruy, Courgenay 577183 / 249171 | Hammerschmiede am Voyeboeuf |
| BW   | Datei hochladen · Wikidata zu Grabser Mühlbach (Q29523767)                                     | Grabser Mühlbach mit der Hammerschmiede «Bicker» KGS-Nr.: 08151                                                              | A    | G   | SG, Grabs 751561 / 227420                    | 1810 erwähnt; Hämmer und zwei Wasserräder; das Ensemble umfasst 20 Betriebe: Vordermühle, Werkzeugschmiede, Maismühle, Messerschmiede … |
| ja   | Datei hochladen · Wikidata zu Sennwald, In Bächen, Hammerschmiede (19. Jh.) (Q29786807)        | Hammerschmiede Sennwald KGS-Nr.: 08291                                                                                       | B    | G   | SG, Sennwald 756120 / 236010                 | 1860 erbaut; vier Hämmer und drei Wasserräder; seit 1981 Kunstschmiede                                                                  |
| ja   | Datei hochladen · Wikidata zu Hammerschmiede (Q29880547)                                       | Hammerschmiede Ankli KGS-Nr.: 13938                                                                                          | B    | G   | SO, Joggenhus, Beinwil 610388 / 245575       | 1693 an der Lüssel erwähnt; ein Hammer, zwei Wasserräder, funktionsfähig                                                                |
| BW   | Datei hochladen                                                                                | Maglio del Malcantone KGS-Nr.: ?                                                                                             | C?   | G   | TI, Aranno 710711 / 98044                    | 1860 an der Magliasina erbaut; ein Hammer, 1951 stillgelegt; Museum                                                                     |
| BW   | Datei hochladen                                                                                | Forge de Romainmôtier KGS-Nr.: ?                                                                                             | C?   | G   | VD, Romainmôtier-Envy 525113 / 171812        | Hammerschmiede am Nozon, Wasserrad und Gebäude                                                                                          |
| ja   | Datei hochladen · Wikidata zu Eisen- und Eisenbahnmuseum (Q1311229)                            | Forge de Vallorbe (Musée du fer et du chemin de fer) KGS-Nr.: 10687                                                          | B    | S   | VD, Vallorbe 519082 / 174001                 | 1495 an der Orbe erwähnt; Hämmer, vier Wasserräder, funktionsfähig; Teil eines Museums                                                  |
| ja   | Datei hochladen · Wikidata zu Schmiede Oreiller (Q29891882)                                    | Schmiede Oreiller / Forge Oreiller (Musée de Bagnes) KGS-Nr.: 10693                                                          | B    | G   | VS, Le Châble, Val de Bagnes 582340 / 103556 | am Grand Torrent errichtet; zwei Wasserräder, funktionsfähig; Museum für Herstellung von Kuhglocken                                     |

## Liste ehemaliger Hammerschmieden
| Foto |                                                                   | Objekt                                  | Kat. | Typ | Standort                         | Beschreibung                                                                 |
| ---- | ----------------------------------------------------------------- | --------------------------------------- | ---- | --- | -------------------------------- | ---------------------------------------------------------------------------- |
| ja   | Datei hochladen · Wikidata zu Hammerschmiede Neue Welt (Q1573819) | Hammerschmiede Neue Welt KGS-Nr.: 01479 | B    | G   | BL, Münchenstein 613541 / 264161 | 1660 an der Birs erbaut; Wasserkraftwerk und Gebäude der ehemaligen Schmiede |
| BW   | Datei hochladen                                                   | Schmiede Waldis KGS-Nr.: ?              |      | K   | UR, Altdorf 692440 / 192532      | Status unbekannt; Mühlrad als Dekoration am Nachbarhaus (?)                  |

## Belege
1. ↑  Werner Bellwald: Bergbau. In: Historisches Lexikon der Schweiz.  13. März 2017, abgerufen am 26. November 2024.
2. ↑  Anne-Marie Dubler: Ehaften. In: Historisches Lexikon der Schweiz.  12. Februar 2008, abgerufen am 26. November 2024.
3. 1 2  Anne-Marie Dubler: Metallverarbeitende Handwerke. In: Historisches Lexikon der Schweiz.  5. November 2009, abgerufen am 26. November 2024.
4. ↑  Anne-Marie Dubler: Mühlen. In: Historisches Lexikon der Schweiz.  31. Mai 2012, abgerufen am 26. November 2024.
5. ↑  Hammerschmiede Seengen. In der Mühlendatenbank milldatabase.org, abgerufen am 26. November 2024.
6. ↑  Hammerschmiede inkl. Weiher und Wasserzufluss im Denkmalschutzinventar des Kantons Aargau
7. ↑  Martinet de Corcelles. In der Mühlendatenbank milldatabase.org, abgerufen am 26. November 2024.
8. ↑  Denkmalpflege des Kantons Bern: Clos la Jus 39. In: Bauinventar des Kantons Bern. Kanton Bern, abgerufen am 2. Februar 2024.
9. ↑  Hammerwerke «Müller» Worblaufen. In der Mühlendatenbank milldatabase.org, abgerufen am 26. November 2024.
10. ↑  Denkmalpflege des Kantons Bern: Schmiedeweg 5. In: Bauinventar des Kantons Bern. Kanton Bern, abgerufen am 28. Februar 2024.
11. ↑  Andreas Bräm: Alte Hammerschmiede, Hammerschmiedeweg 7. In: Glarus Nord (Die Kunstdenkmäler des Kantons Glarus, Band 2; Die Kunstdenkmäler der Schweiz, Band 133). Gesellschaft für Schweizerische Kunstgeschichte GSK, Bern 2017, ISBN 978-3-03797-285-4.
12. ↑  Hammerschmiede. Kulturgüterschutzinventar mit Objekten von nationaler Bedeutung (Bundesamt für Bevölkerungsschutz BABS), abgerufen am 24. November 2024.
13. ↑  Alte Hammerschmiede Mühlehorn. In der Mühlendatenbank milldatabase.org, abgerufen am 26. November 2024.
14. ↑  Historische Werkstatt Giger. In der Mühlendatenbank milldatabase.org, abgerufen am 26. November 2024.
15. ↑  Hammerschmiede Valchava. In der Mühlendatenbank milldatabase.org, abgerufen am 26. November 2024.
16. ↑  Moulin Le Martinet. In der Mühlendatenbank milldatabase.org, abgerufen am 26. November 2024.
17. ↑  Objekte am Mühlbach. In grabser-muehlbach.ch, abgerufen am 26. November 2024.
18. ↑  Hammerschmiede Grabs. In der Mühlendatenbank milldatabase.org, abgerufen am 26. November 2024.
19. ↑  Alte Hammerschmiede Sennwald. In der Mühlendatenbank milldatabase.org, abgerufen am 26. November 2024.
20. ↑  Hammerschmiede Ankli. In der Mühlendatenbank milldatabase.org, abgerufen am 26. November 2024.
21. ↑  Maglio del Malcantone. In der Mühlendatenbank milldatabase.org, abgerufen am 26. November 2024.
22. ↑  Forge de Romainmôtier. In der Mühlendatenbank milldatabase.org, abgerufen am 26. November 2024.
23. ↑  Forge de Vallorbe. In der Mühlendatenbank milldatabase.org, abgerufen am 26. November 2024.
24. ↑  Forge Oreiller. In der Mühlendatenbank milldatabase.org, abgerufen am 26. November 2024.
25. ↑  Schmiede Waldis. In der Mühlendatenbank milldatabase.org, abgerufen am 26. November 2024.

- Karte mit allen Koordinaten:
- OSM |
- WikiMap